# حدس کپلر

بسته‌بندی در شبکه‌های شش ضلعی

حدس کپلر که در سال ۱۶۱۱ توسط کپلر بیان شد یک حدس ریاضی در مورد بسته‌بندی کره در فضای سه بعدی اقلیدسی است. بیان می‌کند که در بسته‌بندی کره فشرده‌ترین حالت دستگاه بلوری مکعبی است. و چگالی در این حالت بسته‌بندی نزدیک به ۷۴٫۰۴۸٪ است.

## زمینهٔ نظریه

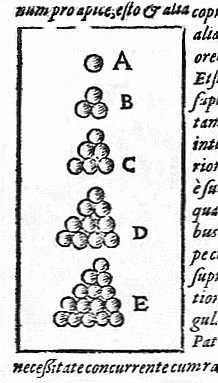
نگاره‌ای که حدس کپلر را نمایش می‌دهد

یک ظرف بزرگ با یک سری کرهٔ کوچک برابر را در نظر بگیرید. چگالی برابر خواهد بود با مجموع حجم کره‌ها تقسیم بر حجم ظرف. برای پر کردن ظرف با یک لایهٔ از کره که یک شبکه شش ضلعی است شروع می‌کنیم، سپس لایه کره‌های بعدی را در پایین‌ترین نقاطی که با بالای لایه اولیه دارند قرار می‌دهیم؛ که در این صورت چگالی تعریف شده برابر خواهد بود با: {\displaystyle {\frac {\pi }{3{\sqrt {2}}}}=0.740480489\ldots }

## قرن نوزدهم
کپلر این حدس را اثبات نکرد تا در سال ۱۸۳۱ کارل فریدریش گاوس حدس کپلر را که اگر کره‌ها در شبکهٔ منظم باشند اثبات کرد و این به معنای آن است که هر بسته‌بندی که توسط کپلر رد شده بود باید نامظم باشد. اما رد کردن تمام شبکه‌های ممکن نامنظم خیلی سخت بود. در واقع شبکه‌های نامنظمی وجود داشت که از شبکه منظم شش ضلعی فشرده تر بودند. اما هرچه برای گسترش دادن این مرتب کردن‌ها برای پر کردن حجم تلاش می‌شد چگالی را پایین می‌آورد.
تا در سال ۱۹۰۰ داوید هیلبرت در لیست ۲۳ پرسش حل نشده ریاضی قرار داد (مسائل هیلبرت) و این هجدهمین پرسش آن بود.

## قرن بیستم
در سال ۱۹۵۳ فجوس توس نشان داد تعیین کردن بیشترین چگالی برای پر کردن فضا (منظم و نامنظم) می‌تواند تعدادی از محاسبات را کاهش دهد. این بدان معنا بود که حل کردن با موارد (نوعی اثبات در ریاضی) ممکن است.

## راه حل توماس هالس
به دنبال راه حلی که فجوس توس پیشنهاد کرده بود توماس هالس و سپس در دانشگاه میشیگان مشخص شد که متراکم‌ترین حالت برای پر کردن فضا با به حداقل رساندن تابع با ۱۵۰ متغیر می‌تواند پیدا شود. در سال ۱۹۹۲ با همکاری فرگوسن که دانشجویش بود برنامه‌ای که از روش‌های برنامه‌نویسی برنامه‌ریزی خطی بود برای پیدا کردن کمترین تعداد متغیر تابعی که بیش از ۵۰۰۰ شکل مختلف برای کره‌ها بود استفاده کرد.